# Tribonanthes australis
Tribonanthes australis är en enhjärtbladig växtart som beskrevs av Stephan Ladislaus Endlicher. Tribonanthes australis ingår i släktet Tribonanthes och familjen Haemodoraceae. Inga underarter finns listade.